# Autobusna linija br. 143 u Zagrebu
Linija 143 (Vrapčanska aleja – Orešje) dnevna je autobusna linija u Zagrebu.
Prometuje na trasi: Vrapčanska aleja (Vrapčanska aleja → Ulica Majke Terezije) – Bolnička cesta – Gospodska ulica – Medpotoki – Orešje – Orešje 47c
Povezuje Orešje s željezničkim stajalištem Vrapče gdje je moguće presjedanje na prigradsku željeznicu ili autobusne linije s terminala Črnomerec.

## Povijest
Linija 143 uvedena je 7. rujna 2009. godine.

## Vanjske poveznice
- Vozni red linije 143